# Amstel
Amstel – rzeka położona na terenie Holandii. Długość – 31 km.
Przepływa przez największe miasto Holandii – Amsterdam.

## Zobacz też

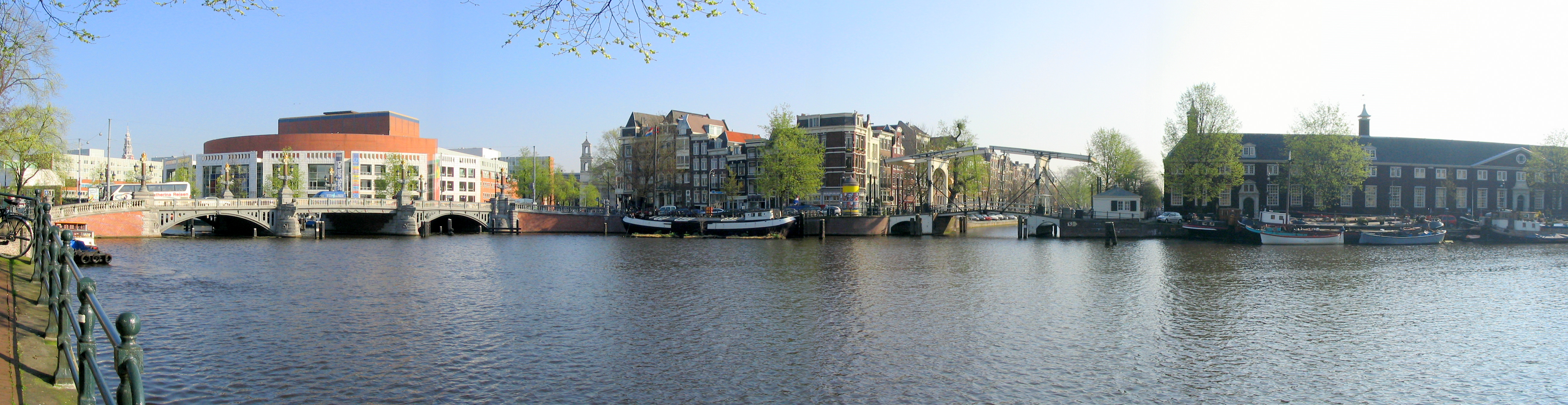
Rzeka Amstel w Amsterdamie